# Sophie Brahe
Sophie Brahe (cunoscută și ca Sophia Thott, n. 24 august 1556 la Svalöv - d. 1643 la Helsingør) a fost o femeie de știință daneză, cunoscută mai ales ca fiind asistenta fratelui ei, Tycho Brahe.
A studiat horticultura, astronomia, chimia și medicina.
I se atribuie o lucrare valoroasă privind genealogia unor familii influente daneze.
Provenită dintr-o familie de nobili, a primit o educație privată și a învățat germana, latina și a studiat literatura clasică.
A învățat astronomia de la fratele ei, alături de care observat eclipsa de Lună de la 8 decembrie 1573.
După moartea primului soț, Otte Thott, începe să se ocupe intens de grădina castelului moștenit practicând horticultura.
De asemenea, se dedică iatrochimiei și astrologiei.
Se recăsătorește cu Erik Lange, cu care are un fiu care studiază în Germania.
După moartea celui de-al doilea soț, se întoarce din această țară și revine în Danemarca.
Aici își continuă cercetările în domeniul chimiei și al genealogiei unor persoane ilustre.